# 国道208号
国道208号（こくどう208ごう）は、熊本県熊本市中央区から福岡県筑後地方を経由して、佐賀県佐賀市に至る一般国道である。

## 概要

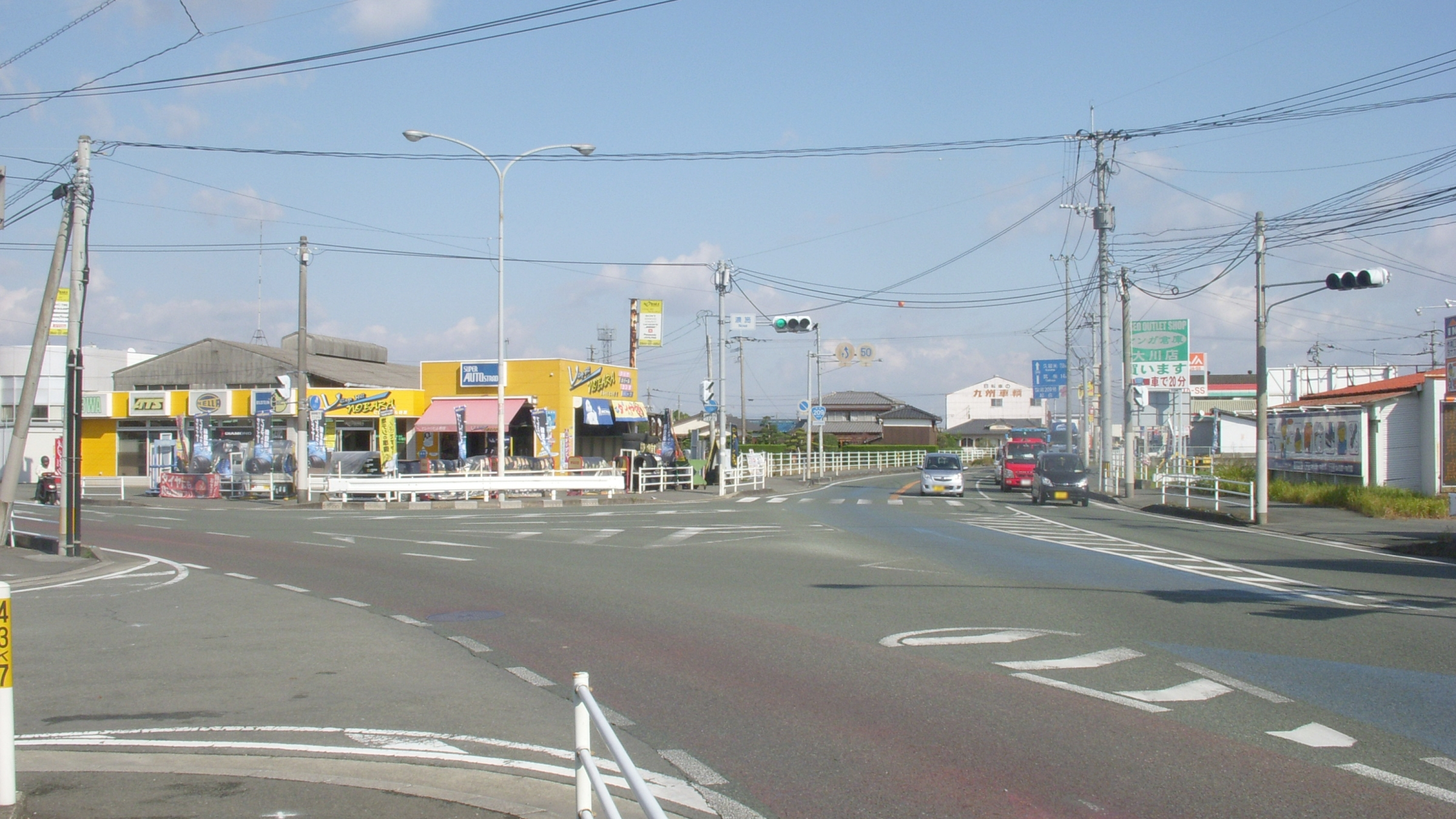
国道208号・国道209号濃施交差点（福岡県みやま市）

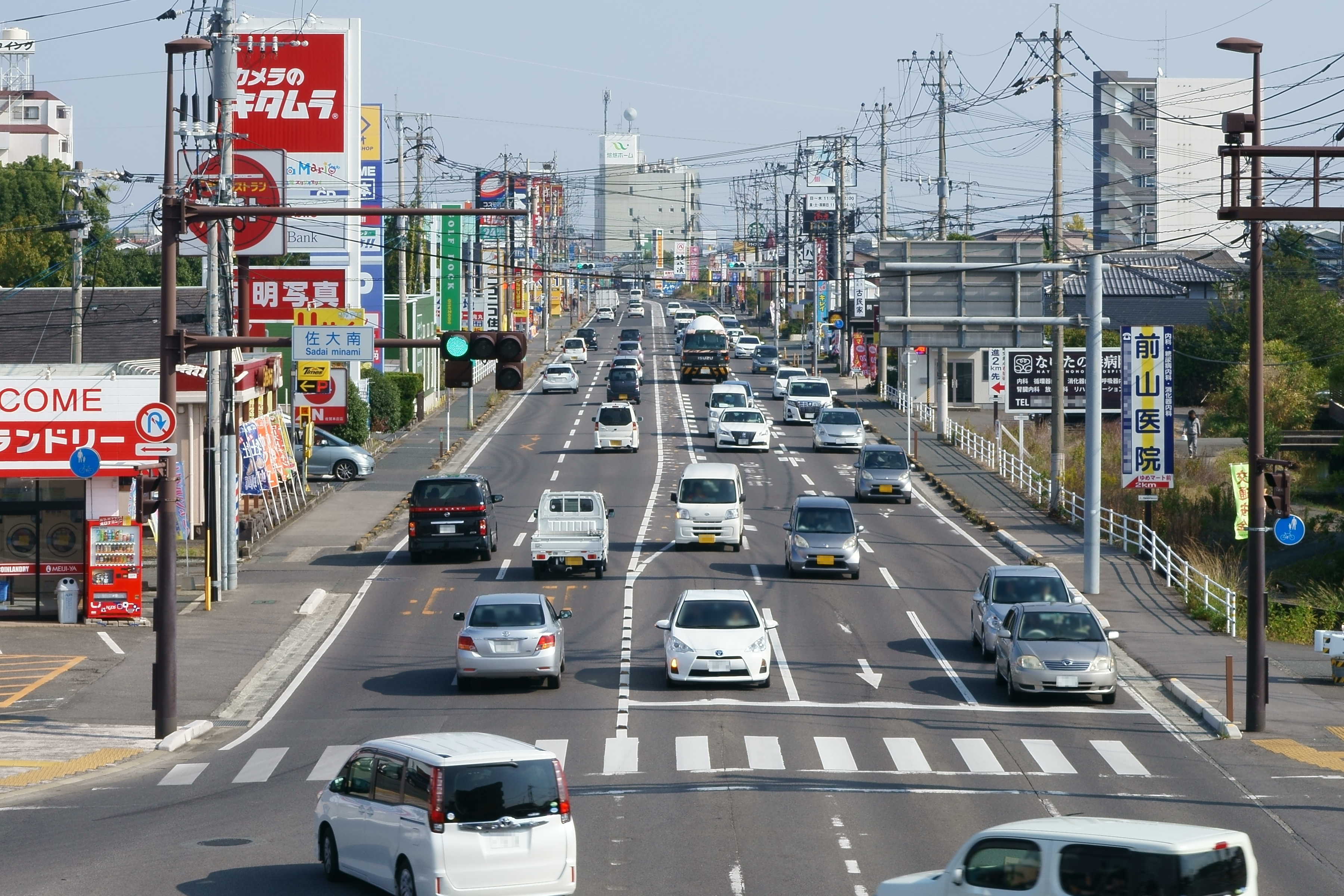
南部バイパスの混雑と沿道の市街（佐賀市）

### 路線データ
一般国道の路線を指定する政令 に基づく起終点および重要な経過地は次のとおり。
- 起点：熊本市（中央区、水道町交差点 = 国道3号上、国道218号・国道219号起点、熊本県道28号熊本高森線交点）
- 終点：佐賀市（佐大医学部入口交差点 = 国道34号交点）
- 重要な経過地：熊本県鹿本郡植木町[注釈 2]、玉名市、荒尾市、大牟田市、福岡県三池郡高田町[注釈 3]、同県山門郡三橋町[注釈 4]、柳川市、大川市（向島）、佐賀県佐賀郡諸富町[注釈 5]
- 総延長 : 125.9 km（福岡県 60.7 km、佐賀県 13.6 km、熊本県 33.1 km、熊本市 18.5 km）重用延長を含む[2][注釈 6]
- 重用延長 : 11.7 km（福岡県 - km、佐賀県 0.0 km、熊本県 - km、熊本市 11.7 km）[2][注釈 6]
- 未供用延長 : なし[2][注釈 6]
- 実延長 : 114.2 km（福岡県 60.7 km、佐賀県 13.5 km、熊本県 33.1 km、熊本市 6.8 km）[2][注釈 6]
  - 現道 : 77.7 km（福岡県 32.4 km、佐賀県 12.7 km、熊本県 25.8 km、熊本市 6.8 km）[2][注釈 6]
  - 旧道 : 7.3 km（福岡県 - km、佐賀県 - km、熊本県 7.3 km、熊本市 - km）[2][注釈 6]
  - 新道 : 29.2 km（福岡県 28.3 km、佐賀県0.8 km、熊本県 - km、熊本市 - km）[2][注釈 6]
- 指定区間：熊本市水道町300番1 - 佐賀市南佐賀1丁目242番3（水道町交差点（起点） - 南佐賀交差点）[3]

## 歴史
- 1953年（昭和28年）5月18日 -  二級国道208号熊本佐賀線（熊本市 - 佐賀市）として指定施行[4]。
- 1965年（昭和40年）4月1日 - 道路法改正により一級・二級区分が廃止されて一般国道208号として指定施行[1]。
- 2019年（平成31年）4月1日 - 玉名バイパスと並行する現道区間（7 km）が熊本県に移管され、熊本県道347号寺田岱明線に変更。

## 路線状況

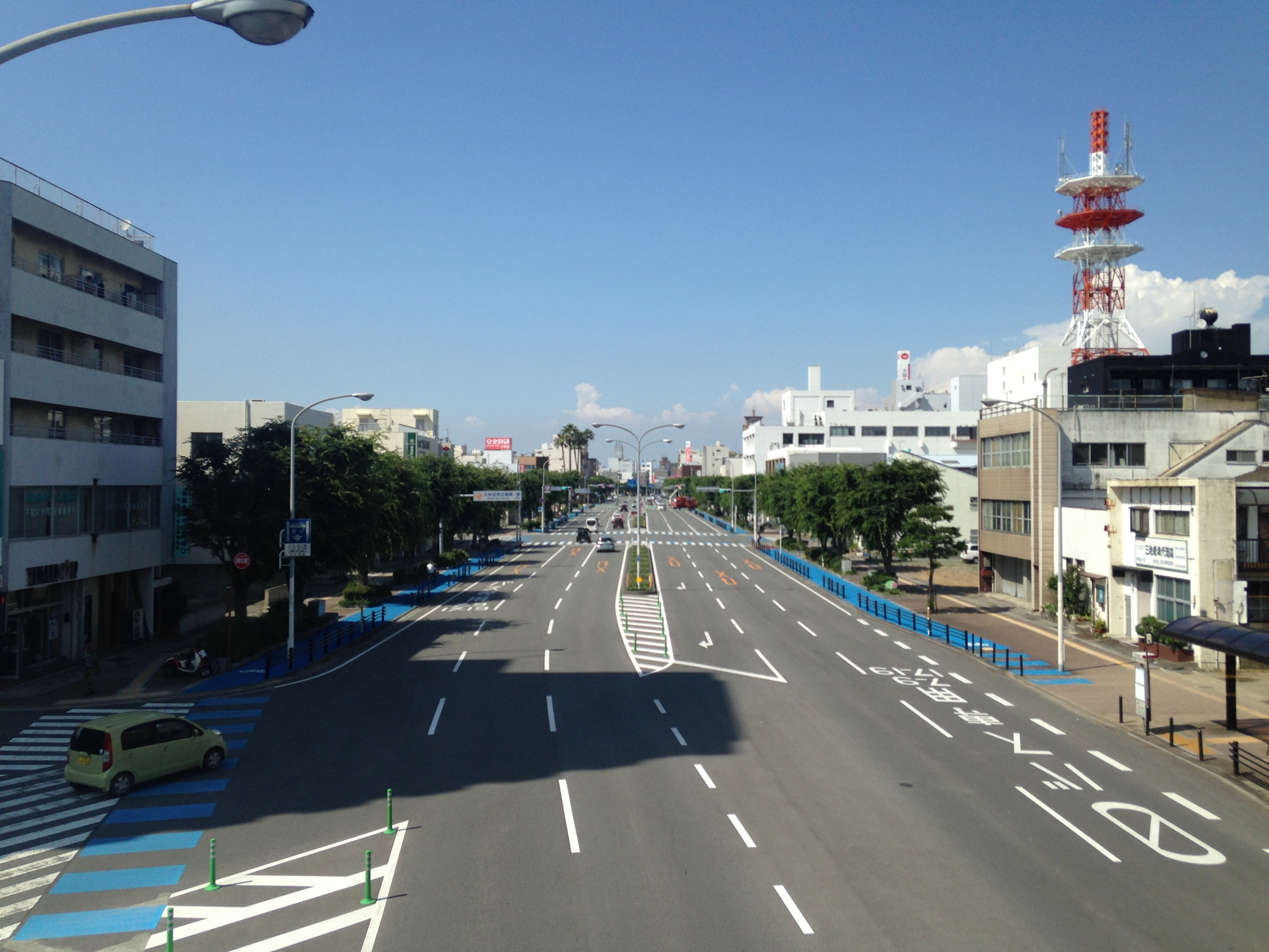
大牟田市の不知火歩道橋から北方向

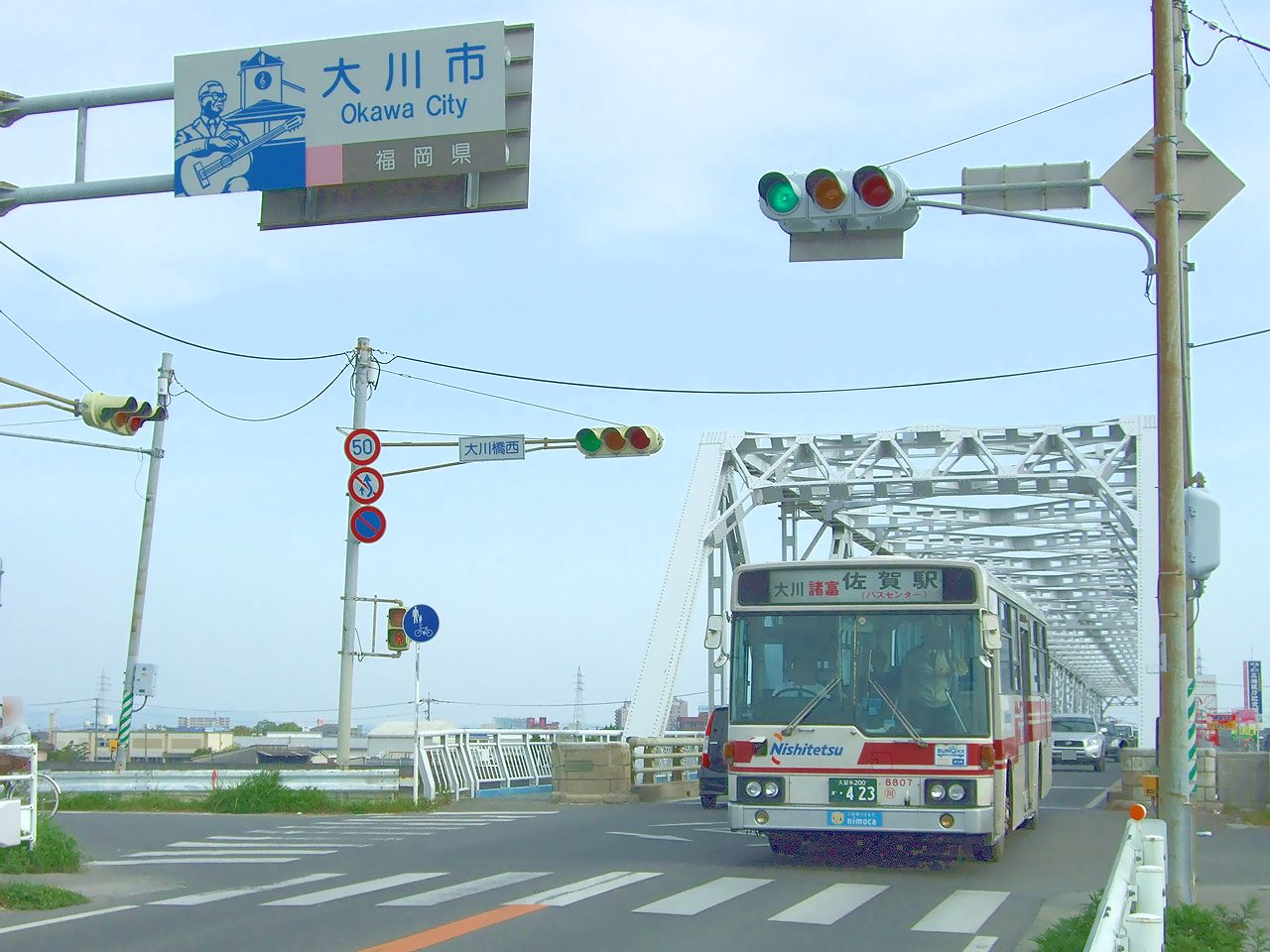
筑後川をまたぎ大川市と佐賀市をつなぐ大川橋

熊本・福岡・佐賀3県の有明海沿岸の都市を結んでいる。
熊本県
熊本市中央区水道町が正式な起点であるが、起点から熊本市北区植木町の舞尾（もうの）交差点までは国道3号と重複しているので、実質的な起点は植木町である。玉名市街や荒尾市の北部を除き丘陵地帯を走るため、起伏や見通しの悪いカーブが連続している。本区間は国道3号との重複区間を除き全区間2車線となっており、特に玉名市街では渋滞も発生しやすい。そのため、玉名バイパスが建設された。
福岡県
大牟田市街では4車線以上が確保されているが、南部や北部は2車線でともにロードサイド店舗が多いことから渋滞が発生することもある。みやま市に入ると広大な筑後平野の中を走行するが、沿道には民家が密集していて歩道幅も狭い区間も多い。みやま市と柳川市の市境にある浦島橋付近では、当国道の迂回路的路線の福岡県道・佐賀県道18号大牟田川副線が橋で重複することと、橋を柳川市側へ渡ってすぐに福岡県道83号大和城島線の起点があるため渋滞がたびたび発生していたが、2009年（平成21年）3月14日の有明海沿岸道路矢部川大橋開通により、交通量が3割以上減少し混雑が緩和された。柳川市街では4車線になっているが、ロードサイド店舗の目立つ柳川市北部の矢加部交差点 - 枝光交差点付近、大川市街では2車線となっており、こちらも渋滞が発生しやすい。
佐賀県
筑後川を渡り、平坦な佐賀平野の中を走行する。しばらくは2車線区間が続くが、南部バイパスに入ると4車線になり、208号は佐賀市の環状道路の総延長の半分を構成し、市街地中心部への通過交通を抑制する渋滞緩和の重要な役割を担っている。沿道にはロードサイド店舗が多数立地している。

### 通称
- 南部バイパス※通称、環状南通り※公募愛称・標識（佐賀市・南佐賀交差点 - 平松交差点）[6]
- 西部環状線※通称、環状西通り※公募愛称・標識（佐賀市・平松交差点 - 佐大医学部入口交差点）[6]

### バイパス

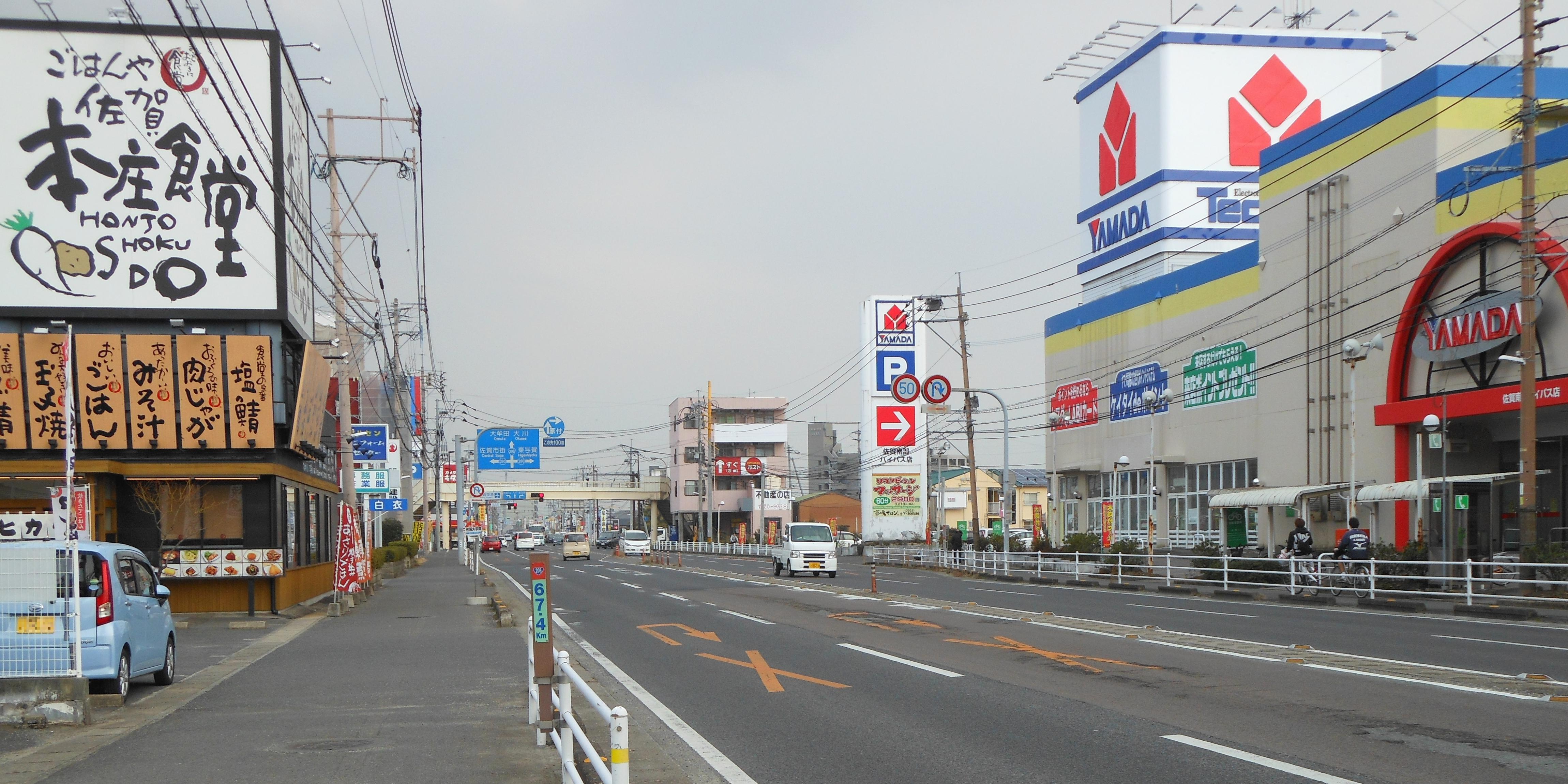
佐賀市の佐大南交差点西側（南部バイパス）

- 玉名バイパス 玉名市寺田 - 玉名市岱明町開田の区間で玉名市中心部をバイパスする。全長8.5 kmが暫定2車線で2011年（平成23年）2月26日開通。旧道は2019年（平成31年）4月1日に熊本県に移管され、熊本県道347号寺田岱明線に変更。
- 地域高規格道路 有明海沿岸道路（大牟田市 - 佐賀市）

### 経路変更区間と旧道
- 柳川市三橋町今古賀 - 同市三橋町枝光

柳川市街地は城下町であり、道路が東西・南北に碁盤状になっているが、南東から北西に抜ける国道208号は直角に数回曲がりながら通る経路であった。バイパスは北東方向を迂回する経路となったが、むしろ西鉄柳川駅の近くを通るようになった。旧道は基本的には福岡県道770号枝光今古賀線であるが、さらに改築による県道の経路変更もされている。国道の名残として商店街の東端の掘割に架かる柳川橋には「国道橋」の通称名がある。
- 大川市 - 佐賀市諸富町
- 南部バイパス ※通称『南バイ』（佐賀市）
- 西部環状線（環状西通り）・東部環状線（環状東通り）（佐賀市）

### 重複区間
- 国道3号（熊本県熊本市中央区水道町・水道町交差点（起点） - 熊本市北区植木町滴水・舞尾（もうの）交差点）
- 国道209号（福岡県大牟田市有明町（ゆうめいまち）1丁目・有明町交差点 - みやま市高田町濃施・濃施交差点）
- 国道443号（福岡県柳川市三橋町下百町・下百町交差点 - 大川市大字酒見・しげあみ交差点）

### 道路施設

#### 橋梁
起点から
- 熊本県
  - 坪井川橋（坪井川、熊本市北区、国道3号重複区間内）
  - 中谷橋（中谷川、熊本市北区）
  - 猪鼻橋（浦田川、玉名郡玉東町）
  - 田崎橋（木葉川、玉名市）
  - 第一田崎橋（玉名市）
  - 菊池川大橋（菊池川、玉名市）
  - 富尾橋（繁根木（はねぎ）川、玉名市）
  - 金山橋（行末川、玉名市）
  - 第一菰屋橋（菜切川、荒尾市）
  - 第二菰屋橋（川登川、荒尾市）
  - 増永橋（浦川、荒尾市）
  - いもお橋（浦川、荒尾市）
  - 宮内橋（宮内用水路、荒尾市）
- 福岡県
  - 藤田橋（大牟田市）
  - 片平橋（諏訪川、大牟田市）
  - 五月橋（大牟田川、大牟田市）
  - 白川橋（堂面川、大牟田市）
  - 草木橋（大牟田市）
  - 田隈橋（大牟田市）
  - 白銀橋（白銀川、大牟田市）
  - 千渡橋（隈川、大牟田市）
  - 楠田川橋（楠田川、みやま市）
  - 浦島橋（矢部川、みやま市 - 柳川市）
  - 頼信橋（柳川市）
  - 流川橋（柳川市）
  - 陣屋橋（柳川市）
  - 晴天大橋（塩塚川、柳川市）
  - 番所橋（柳川市）
  - 苗代田橋（柳川市）
  - 五反田橋（柳川市）
  - 高畑橋（柳川市）
  - 高畑大橋（沖端川、柳川市）
  - 宮上橋（柳川市）
  - 村中橋（柳川市）
  - 矢ヶ部橋（柳川市）
  - 小塚橋（柳川市）
  - 蓮蒲池橋（柳川市）
  - 小坂井橋（大川市）
  - 四ノ坪橋（大川市）
  - 宮橋（大川市）
  - 花宗大橋（花宗川、大川市）
  - 大川橋（筑後川、大川市 - 佐賀県佐賀市）
- 佐賀県
  - 諸富橋（筑後川、佐賀市）
  - 小杭橋（佐賀市）
  - 二つ土居橋（佐賀市）
  - 新川橋（新川、佐賀市）
  - 天神橋（佐賀市）
  - 溝口橋（佐賀市）
  - 十二堀橋（佐賀市）
  - 北頭橋（佐賀市）
  - 八段田橋（佐賀市）
  - 長野内橋（佐賀市）
  - 十五橋（佐賀市）
  - 芦堀橋（佐賀市）
  - 中乗橋（佐賀市）
  - 西十五橋（佐賀市）
  - 富松橋（佐賀市）
  - 十八橋（佐賀市）
  - 八田江橋（八田江川、佐賀市）
  - 新大崎橋（佐賀市）
  - 象の鼻橋（佐賀市）
  - 東鋤崎橋（佐賀市）
  - 大江橋（佐賀市）
  - 西頭橋（佐賀市）
  - 五本杉橋（佐賀市）
  - 八反田橋（佐賀市）
  - 平松橋（佐賀市）
  - 末広橋（本庄川、佐賀市）
  - 下田橋（佐賀市）
  - 八戸橋[注釈 8]（佐賀市）
  - 城堀橋（佐賀市）
  - 中之島橋（佐賀市）
  - 八戸溝橋（佐賀市）

## 地理

### 通過する自治体
- 熊本県
  - 熊本市（中央区 - 北区） - 玉名郡玉東町 - 玉名市 - 荒尾市
- 福岡県
  - 大牟田市 - みやま市 - 柳川市 - 大川市
- 佐賀県
  - 佐賀市

### 交差する道路
| 交差する道路                                                                           | 都道府県名 | 市町村名 | 市町村名 | 交差する場所               | 交差する場所                |
| -------------------------------------------------------------------------------------- | ---------- | -------- | -------- | -------------------------- | --------------------------- |
| 国道3号 重複区間起点 国道218号 国道219号 熊本県道28号熊本高森線                        | 熊本県     | 熊本市   | 中央区   | 水道町                     | 水道町交差点 / 起点         |
| 熊本県道145号瀬田熊本線                                                                | 熊本県     | 熊本市   | 中央区   | 南坪井町                   | 明午橋通り交差点            |
| 熊本県道1号熊本玉名線 熊本県道31号熊本田原坂線                                         | 熊本県     | 熊本市   | 中央区   | 南坪井町                   | 藤崎宮前交差点              |
| 熊本県道337号熊本菊陽線                                                                | 熊本県     | 熊本市   | 中央区   | 薬園町                     | 浄行寺交差点                |
| 熊本県道37号熊本菊鹿線 重複区間起点                                                    | 熊本県     | 熊本市   | 北区     | 室園町                     | 室園交差点                  |
| 熊本県道37号熊本菊鹿線 重複区間終点                                                    | 熊本県     | 熊本市   | 北区     | 清水本町                   |                             |
| 国道387号                                                                              | 熊本県     | 熊本市   | 北区     | 山室2丁目                  |                             |
| 熊本県道303号四方寄熊本線                                                              | 熊本県     | 熊本市   | 北区     | 下硯川町                   | 大窪2丁目交差点             |
| 国道3号 / 熊本北バイパス                                                               | 熊本県     | 熊本市   | 北区     | 四方寄町                   | 四方寄南交差点              |
| 熊本県道231号託麻北部線                                                                | 熊本県     | 熊本市   | 北区     | 四方寄町                   | 四方寄町交差点              |
| 熊本県道342号砂原四方寄線                                                              | 熊本県     | 熊本市   | 北区     | 四方寄町                   |                             |
| 国道3号 / 植木バイパス                                                                 | 熊本県     | 熊本市   | 北区     | 植木町投刀塚               |                             |
| 熊本県道101号植木河内港線                                                              | 熊本県     | 熊本市   | 北区     | 植木町滴水                 | 松原交差点                  |
| 国道3号 重複区間終点                                                                   | 熊本県     | 熊本市   | 北区     | 植木町滴水                 | 舞尾（もうの）交差点        |
| 熊本県道330号熊本山鹿自転車道線                                                        | 熊本県     | 熊本市   | 北区     | 植木町滴水                 |                             |
| 国道3号 / 植木バイパス                                                                 | 熊本県     | 熊本市   | 北区     | 植木町鞍掛                 |                             |
| 熊本県道55号山鹿植木線                                                                 | 熊本県     | 熊本市   | 北区     | 植木町鈴麦                 |                             |
| 熊本県道31号熊本田原坂線                                                               | 熊本県     | 熊本市   | 北区     | 植木町鈴麦                 | 田原坂公園入口交差点        |
| 熊本県道191号部田見木葉線                                                              | 熊本県     | 玉名郡   | 玉東町   | 木葉                       |                             |
| 熊本県道302号稲佐津留玉名線                                                            | 熊本県     | 玉名郡   | 玉東町   | 稲佐                       |                             |
| 熊本県道170号肥後伊倉停車場田崎線                                                      | 熊本県     | 玉名市   | 玉名市   | 田崎                       | 玉名市田崎交差点            |
| 玉名広域農道 / 天水オレンジロード                                                      | 熊本県     | 玉名市   | 玉名市   | 寺田                       | [ 注釈 9 ]                  |
| 熊本県道347号寺田岱明線                                                                | 熊本県     | 玉名市   | 玉名市   | 寺田                       | 寺田交差点                  |
| 熊本県道・福岡県道4号玉名八女線 熊本県道・福岡県道6号玉名立花線 熊本県道16号玉名山鹿線 | 熊本県     | 玉名市   | 玉名市   | 両迫間                     | 新玉名駅入口交差点          |
| 熊本県道165号玉名停車場立願寺線                                                        | 熊本県     | 玉名市   | 玉名市   | 立願寺                     | 九看大南交差点              |
| 熊本県道347号寺田岱明線                                                                | 熊本県     | 玉名市   | 玉名市   | 岱明町開田                 | 開田交差点                  |
| 熊本県道168号大野下停車場西照寺線                                                      | 熊本県     | 玉名市   | 玉名市   | 岱明町西照寺               | 岱明町西照寺交差点          |
| 熊本県道・福岡県道124号金山櫟野線                                                      | 熊本県     | 荒尾市   | 荒尾市   | 金山                       | 荒尾市金山交差点            |
| 熊本県道46号荒尾長洲線 重複区間起点                                                    | 熊本県     | 荒尾市   | 荒尾市   | 野原                       |                             |
| 熊本県道46号荒尾長洲線 重複区間終点                                                    | 熊本県     | 荒尾市   | 荒尾市   | 野原                       | 荒尾市野原交差点            |
| 福岡県道・熊本県道126号大牟田荒尾線                                                    | 熊本県     | 荒尾市   | 荒尾市   | 荒尾                       | 荒尾市本村交差点            |
| 熊本県道314号平山荒尾線                                                                | 熊本県     | 荒尾市   | 荒尾市   | 宮内                       | 荒尾市宮内交差点            |
| 熊本県道29号荒尾南関線                                                                 | 熊本県     | 荒尾市   | 荒尾市   | 万田                       | 荒尾市万田西交差点          |
| 福岡県道787号勝立三川線                                                                | 福岡県     | 大牟田市 | 大牟田市 | 船津町                     | 船津町交差点                |
| 福岡県道789号一部三川線                                                                | 福岡県     | 大牟田市 | 大牟田市 | 八江町                     | 八江町交差点                |
| 福岡県道790号黄金不知火線                                                              | 福岡県     | 大牟田市 | 大牟田市 | 不知火町1丁目              | 不知火町1丁目交差点         |
| 国道209号 重複区間起点 国道389号 国道501号                                             | 福岡県     | 大牟田市 | 大牟田市 | 有明町1丁目                | 有明町交差点                |
| 福岡県道・熊本県道3号大牟田植木線                                                      | 福岡県     | 大牟田市 | 大牟田市 | 築町                       | 築町交差点                  |
| 福岡県道・熊本県道5号大牟田南関線                                                      | 福岡県     | 大牟田市 | 大牟田市 | 東新町2丁目                | 東新町2丁目交差点           |
| 福岡県道786号手鎌三池線                                                                | 福岡県     | 大牟田市 | 大牟田市 | 大字草木                   | 草木交差点                  |
| 福岡県道727号銀水停車場線                                                              | 福岡県     | 大牟田市 | 大牟田市 | 大字草木                   | 銀水駅前交差点              |
| 熊本県道・福岡県道10号南関大牟田北線                                                   | 福岡県     | 大牟田市 | 大牟田市 | 大字甘木                   | 元村交差点                  |
| 福岡県道782号倉永三池線                                                                | 福岡県     | 大牟田市 | 大牟田市 | 大字倉永                   | 西鉄渡瀬駅前交差点          |
| 福岡県道785号上楠田濃施線                                                              | 福岡県     | みやま市 | みやま市 | 高田町濃施                 | 濃施南交差点                |
| 福岡県道726号渡瀬停車場線 福岡県道780号黒崎開濃施線                                    | 福岡県     | みやま市 | みやま市 | 高田町濃施                 | JR渡瀬駅前交差点            |
| 国道209号 重複区間終点                                                                 | 福岡県     | みやま市 | みやま市 | 高田町濃施                 | 濃施交差点                  |
| 福岡県道94号高田山川線                                                                 | 福岡県     | みやま市 | みやま市 | 高田町江浦町               | 江の浦本丸交差点            |
| 福岡県道・佐賀県道18号大牟田川副線 重複区間起点                                        | 福岡県     | みやま市 | みやま市 | 高田町徳島                 | 徳島交差点                  |
| 福岡県道83号大和城島線                                                                 | 福岡県     | 柳川市   | 柳川市   | 大和町中島                 | 浦島橋交差点                |
| 福岡県道・佐賀県道18号大牟田川副線 重複区間終点                                        | 福岡県     | 柳川市   | 柳川市   | 大和町中島                 | 中島郵便局前交差点          |
| 福岡県道714号高田柳川線 重複区間起点                                                   | 福岡県     | 柳川市   | 柳川市   | 大和町豊原                 | 塩塚交差点                  |
| 福岡県道714号高田柳川線 重複区間終点                                                   | 福岡県     | 柳川市   | 柳川市   | 大和町豊原                 | 豊原交差点                  |
| 福岡県道771号谷垣徳益線 福岡県道772号徳益蒲船津線                                      | 福岡県     | 柳川市   | 柳川市   | 大和町徳益                 | 徳益交差点                  |
| 福岡県道767号本町新田大川線                                                            | 福岡県     | 柳川市   | 柳川市   | 三橋町今古賀               | 柳川警察署前交差点          |
| 福岡県道770号枝光今古賀線                                                              | 福岡県     | 柳川市   | 柳川市   | 三橋町今古賀               | 今古賀交差点                |
| 国道443号 重複区間起点                                                                 | 福岡県     | 柳川市   | 柳川市   | 三橋町下百町               | 下百町交差点                |
| 福岡県道23号久留米柳川線                                                               | 福岡県     | 柳川市   | 柳川市   | 三橋町柳河                 | 矢加部交差点                |
| 国道385号 福岡県道770号枝光今古賀線 / バイパス                                         | 福岡県     | 柳川市   | 柳川市   | 三橋町柳河                 | 蓮蒲池交差点                |
| 福岡県道770号枝光今古賀線                                                              | 福岡県     | 柳川市   | 柳川市   | 三橋町枝光                 | 枝光交差点                  |
| 福岡県道769号新田西蒲池線                                                              | 福岡県     | 柳川市   | 柳川市   | 三橋町枝光                 |                             |
| 福岡県道702号柳川城島線                                                                | 福岡県     | 大川市   | 大川市   | 大字坂井                   | 大坂井交差点                |
| 福岡県道716号水田大川線 福岡県道765号鐘ヶ江酒見間線 重複                               | 福岡県     | 大川市   | 大川市   | 大字三丸                   | 兼木交差点                  |
| 国道443号 重複区間終点                                                                 | 福岡県     | 大川市   | 大川市   | 大字酒見                   | しげあみ交差点              |
| 国道442号                                                                              | 福岡県     | 大川市   | 大川市   | 大字酒見                   | 中原交差点                  |
| 福岡県道734号若津港線                                                                  | 福岡県     | 大川市   | 大川市   | 大字酒見                   | 花宗大橋交差点              |
| 福岡県道47号久留米城島大川線 福岡県道767号本町新田大川線                               | 福岡県     | 大川市   | 大川市   | 大字向島                   | 大川橋交差点                |
| 国道444号 佐賀県道・福岡県道19号諸富西島線                                             | 佐賀県     | 佐賀市   | 佐賀市   | 諸富町大字諸富津           | 諸富橋西交差点              |
| 佐賀県道48号佐賀外環状線                                                               | 佐賀県     | 佐賀市   | 佐賀市   | 諸富町大字為重             | 小杭（おぐい）交差点        |
| 佐賀県道401号佐賀環状自転車道線                                                        | 佐賀県     | 佐賀市   | 佐賀市   | 諸富町大字山領             | [ 注釈 10 ]                 |
| 佐賀県道266号江上光法停車場線 佐賀県道285号大詫間光法停車場線                          | 佐賀県     | 佐賀市   | 佐賀市   | 北川副町大字光法           | 光法交差点                  |
| 佐賀県道333号佐賀環状東線 佐賀県道401号佐賀環状自転車道線 重複区間起点                 | 佐賀県     | 佐賀市   | 佐賀市   | 南佐賀1丁目                | 南佐賀交差点                |
| 佐賀県道30号佐賀川副線                                                                 | 佐賀県     | 佐賀市   | 佐賀市   | 南佐賀1丁目                | 大崎交差点                  |
| 佐賀県道49号佐賀空港線                                                                 | 佐賀県     | 佐賀市   | 佐賀市   | 本庄町大字袋               | 本庄町袋交差点              |
| 佐賀県道260号東与賀佐賀線                                                              | 佐賀県     | 佐賀市   | 佐賀市   | 本庄町大字本庄             | 佐大南交差点                |
| 佐賀県道54号西与賀佐賀線 佐賀県道401号佐賀環状自転車道線 重複区間終点                  | 佐賀県     | 佐賀市   | 佐賀市   | 西与賀町大字厘外（りんげ） | 平松交差点                  |
| 国道207号                                                                              | 佐賀県     | 佐賀市   | 佐賀市   | 八戸1丁目                  | 八戸交差点                  |
| 佐賀県道267号松尾佐賀停車場線                                                          | 佐賀県     | 佐賀市   | 佐賀市   | 八戸溝1丁目                | 八戸溝南交差点              |
| 国道34号 国道203号 重複                                                                | 佐賀県     | 佐賀市   | 佐賀市   | 開成6丁目                  | 佐大医学部入口交差点 / 終点 |

### 交差する鉄道
- 熊本電気鉄道菊池線
- 九州新幹線
- 鹿児島本線
- 西鉄天神大牟田線
- 長崎本線